# Josef Markert
Josef Markert (24. dubna 1861 Česká Lípa – ???) byl rakouský politik německé národnosti z Čech, poslanec Českého zemského sněmu.

## Biografie
Působil jako kupec v České Lípě.
Zapojil se i do vysoké politiky. V zemských volbách roku 1901 byl zvolen na Český zemský sněm, kde zastupoval kurii městskou, obvod Česká Lípa. Uváděl se tehdy jako německý nacionál (Německá lidová strana). Mandát obhájil v zemských volbách roku 1908, stále za německé nacionály. Počátkem května 1910 se v tisku objevily informace, že Markert patrně bude rezignovat. Důvodem měla být rostoucí kritika, které čelil na místní úrovni, v České Lípě. Mandát na zemském sněmu pak skutečně během května 1910 složil. V červenci 1910 ho pak na sněmu nahradil Max Kriegelstein von Sternfeld.